# Samorząd Terytorialny
„Samorząd Terytorialny” – polski miesięcznik poświęcony zagadnieniom funkcjonowania władzy lokalnej i regionalnej wydawany od 1991 roku w Warszawie. W czasopiśmie porusza się problemy z zakresu prawa, administracji, finansów, zarządzania oraz rozwoju jednostek samorządowych. W latach 1991–2001 czasopismo było wydawane przez Międzykomunalną Spółkę Akcyjną Municipium S.A. a od 2002 r. wydawcą jest koncern wydawniczy Wolters Kluwer Polska. Od początku istnienia miesięcznika, przez wiele lat, redaktorem naczelnym był Michał Kulesza (z krótką przerwą, kiedy przekazał obowiązki jednemu ze współpracowników). Czasopismo nie ma współczynnika wpływu Impact Factor (IF) i jest w części „B” wykazu czasopism punktowanych Ministerstwa Nauki i Szkolnictwa Wyższego (11 punktów za publikację).

## Zawartość
Artykuły publikowane w miesięczniku odnoszą się do zagadnień związanych z samorządem terytorialnym i problematyką decentralizacji. Autorami są zarówno teoretycy – przedstawiciele świata nauki, jak i  praktycy. Poza artykułami w czasopiśmie regularnie prezentowane są wybrane orzeczenia trybunałów europejskich, polskich sądów administracyjnych, Sądu Najwyższego i Trybunału Konstytucyjnego wraz z glosami do nich. Do stałych działów należy też przegląd piśmiennictwa. Ponadto regularnie publikowane są recenzje i omówienia książek dotyczących spraw samorządowych, a także sprawozdania z konferencji naukowych. Z kolei w dziale "Informatorium naukowe" uczelnie mogą relacjonować swoje prace z zakresu objętego tematyką czasopisma: przeprowadzone kolokwia habilitacyjne i obrony rozpraw doktorskich, prowadzone programy badawcze i konferencje naukowe, ważniejsze publikacje. Nieregularnie ukazują się dwa działy: "Postacie polskiego samorządu" oraz "Z dziejów nauki prawa administracyjnego i nauki o samorządzie terytorialnym". Publikowane są również dokumenty dotyczące samorządu oraz relacje z istotnych dla samorządności wydarzeń (np. kongres 20-lecia Samorządu Terytorialnego, Poznań 2010). Corocznie drukowany jest indeks rzeczowy ogłoszonych publikacji oraz indeks nazwisk autorów.

## Konkursy
Od 2002 roku wydawca i redakcja prowadzą corocznie konkurs na najlepszą rozprawę doktorską oraz pracę magisterską i licencjacką, w szerokim zakresie: nadsyłane są prace prawnicze, a także prace z innych dziedzin, zwłaszcza ekonomii i finansów, socjologii i politologii, historii, zarządzania, nauki o administracji publicznej. Przyjmowane prace dotyczą różnych aspektach decentralizacji terytorialnej, odnoszą się również do problemów ustroju administracyjnego państwa oraz organizacji i działalności władz lokalnych i regionalnych. Prace mogą dotyczyć także zagadnień krajowych lub przedstawiać ujęcie porównawcze.

## Rada programowa
W skład Rady Programowej miesięcznika wchodzą: Barbara Adamiak, Janusz Borkowski, Roman Chalimoniuk, Teresa Dębowska-Romanowska, Hubert Izdebski, Jan Jeżewski, Leon Kieres, Zygmunt Niewiadomski, Eugeniusz Ochendowski, Stanisław Prutis, Teresa Rabska, Joanna Regulska, Jerzy Regulski, Czesława Rudzka-Lorentz, Mirosław Stec, Jerzy Stępień, Andrzej Wasilewski, Aleksandra Wiktorowska oraz Elżbieta Wysocka.
W przeszłości: Zyta Gilowska (do śmierci).